# 여수 연등동 벅수
여수 연등동 벅수(麗水 蓮燈洞 벅수)는 대한민국 전라남도 여수시 연등동, 구 1번도로변에 동·서로 서있는 한 쌍의 돌장승이다. 1990년 10월 10일 대한민국의 국가민속문화재 제224호로 지정되었다.

## 개요
여수시로 진입하는 구 1번도로변에 동·서로 서있는 한 쌍의 돌장승이다. 이곳에서는 장승을 벅수라고 부르는데, 좌수영 시절 즉, 조선시대 수군이 주둔하여 있던 때로 거슬러 올라가면 서문으로 통하는 길목에 위치하는 것으로 보아 마을의 수호신 역할을 한 듯 하다.
서로 마주하고 있는 동쪽 벅수에는 ‘남정중(南正重)’, 서쪽 벅수에는 ‘화정려(火正黎)’라고 새겨져 있다. 동쪽에 위치한 남자벅수는 모자를 쓰고 위로 올라간 눈썹에 달걀형의 눈과 길고 큰 자루병코를 가지고 있다. 입은 조금 벌어져 이빨이 보인다. 서쪽의 여자벅수는 네모난 짧은 모자를 쓰고 올라간 눈썹을 하고 있으며, 왕방울눈과 길고 복스러워 보이는 귀에 코볼이 넓은 매부리코로 되어 있다. 또한 벌린 입 사이로 사이가 뜬 이빨이 보인다.
여자벅수의 뒷면에 적혀있는 글씨로 보아 정조 12년(1788)에 세웠음을 추정할 수 있는 이 당산은 험상궂은 듯 하면서도 익살스러운 모습이 친근감을 주고, 오래되었지만 옛 모습을 잘 간직하고 있어 민간신앙을 보여주는 민속자료로서 가치가 있다.

## 같이 보기
- 장승

## 참고 자료
- 여수 연등동 벅수 - 국가유산청 국가유산포털